# Strażnica KOP „Wardomicze”

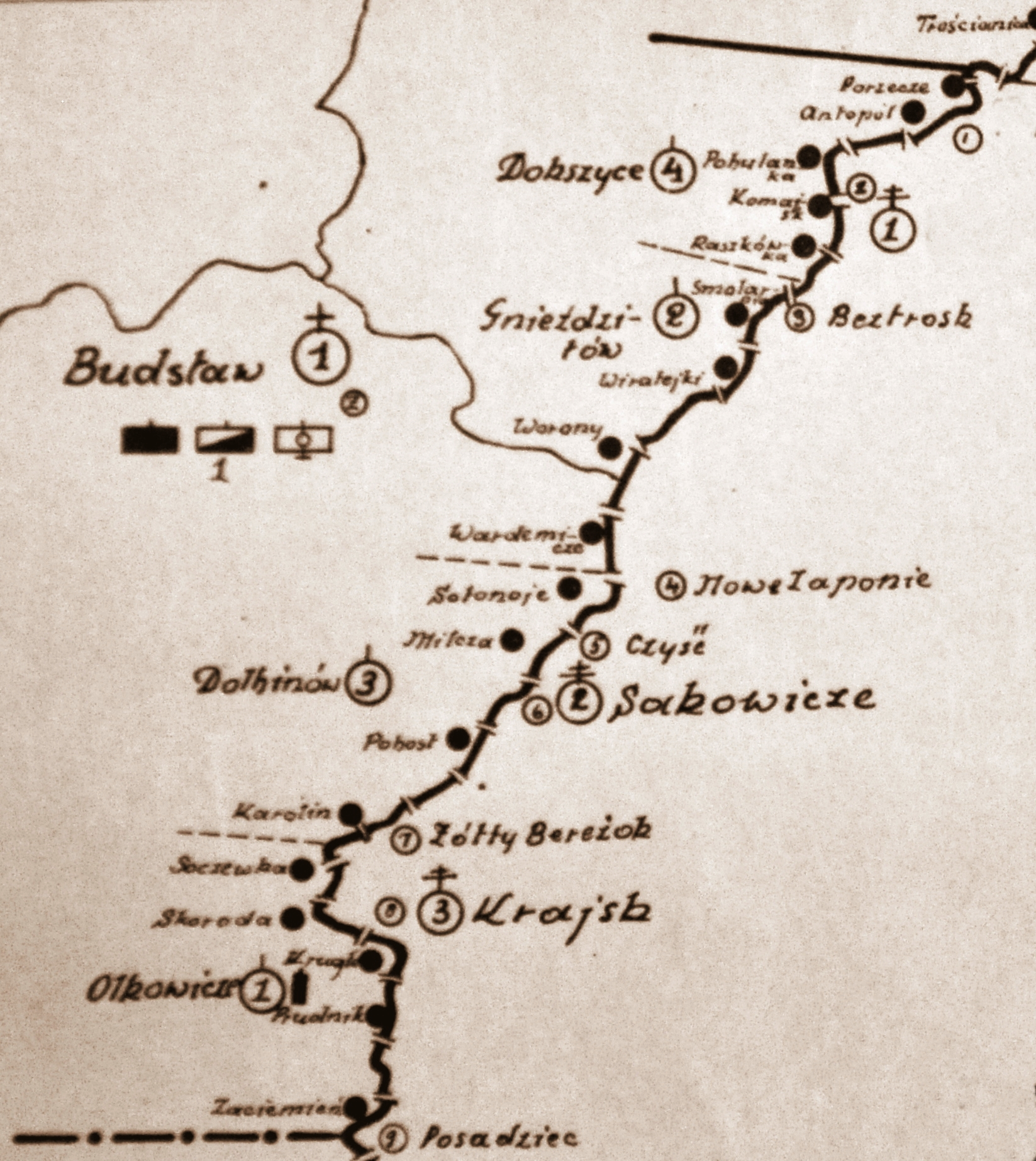
Rozmieszczenie batalionu KOP „Budsław” w 1931

Strażnica KOP „Wardomicze” – zasadnicza jednostka organizacyjna Korpusu Ochrony Pogranicza pełniąca służbę ochronną na granicy polsko-sowieckiej.

## Formowanie i zmiany organizacyjne
W 1924 w składzie 3 Brygady Ochrony Pogranicza, został sformowany 1 batalion graniczny. W 1928 w skład batalionu wchodziło 18 strażnic. Strażnica KOP „Wardomicze” w latach 1928–1939 znajdowała się w strukturze 2 kompanii KOP „Hnieździłów”  batalionu KOP „Budsław”. Strażnica liczyła około 18 żołnierzy i rozmieszczona była przy linii granicznej z zadaniem bezpośredniej ochrony granicy państwowej.
W 1932 obsada strażnicy zakwaterowana była w budynku KOP. Strażnicę z macierzystą kompanią łączyła droga polna długości 14,7 km.

## Służba graniczna
Podstawową jednostką taktyczną Korpusu Ochrony Pogranicza przeznaczoną do pełnienia służby ochronnej był batalion graniczny. Odcinek batalionu dzielił się na pododcinki kompanii, a te z kolei na pododcinki strażnic, które były „zasadniczymi jednostkami pełniącymi służbę ochronną”, w sile półplutonu. Służba ochronna pełniona była systemem zmiennym, polegającym na stałym patrolowaniu strefy nadgranicznej, wystawianiu posterunków alarmowych, obserwacyjnych i kontrolnych stałych, patrolowaniu i organizowaniu zasadzek w miejscach rozpoznanych jako niebezpieczne, kontrolowaniu dokumentów i zatrzymywaniu osób podejrzanych, a także utrzymywaniu ścisłej łączności między oddziałami i władzami administracyjnymi. Strażnice KOP stanowiły pierwszy rzut ugrupowania kordonowego Korpusu Ochrony Pogranicza.
Strażnica KOP „Wardomicze” w 1932 ochraniała pododcinek granicy państwowej szerokości 6 kilometrów 150 metrów od słupa granicznego nr 368 do 376, a w 1938 pododcinek szerokości 8 kilometrów 955 metrów od słupa granicznego nr 368 do 382.
Wydarzenia:
- W meldunku sytuacyjnym z 26 stycznia 1925 napisano:

24 stycznia 1925 w rejonie strażnicy sowiecka straż graniczna w odległości 150 metrów od granicy polskiej na drodze wiodącej z Wardomic na wschód wybudowała budkę wysokości około dwóch metrów.
Sąsiednie strażnice:
- strażnica KOP „Worony” ⇔ strażnica KOP „Sołonoje” – 1928[2], 1929[3], 1931[4] , 1932[5], 1934[6]
- strażnica KOP „Worony” ⇔ strażnica KOP „Milcza” – 1938[7]

## Walki o utrzymanie strażnicy w 1939
Około 4:00 17 września 1939 na strażnicę KOP „Wardomicze” uderzyły sowieckie pododdziały ochrony pogranicza NKWD. Po krótkiej walce strażnica została rozbita.
Tak walkę opisuje jej uczestnik, dowódca strażnicy sierż. Władysław Zygadło:

Dnia 17 IX 1939 r. o godz. 4.10 załoga strażnicy „Wardomicze” została napadnięta przez oddziały pograniczne wojsk sowieckich, uzbrojone w broń, amunicję oraz dużą liczbę granatów ręcznych. Stan n-pla: 5 oficerów, 50-ciu kilku szeregowych, uzbrojonych w 4 rkm i dużą liczbę granatów. Stan strażnicy „Wardomicze” w dniu 17 IX 1939 r. – 1 +10, z tego w czasie napadu pozostało 1+6+1 woźnica, który przywiózł prowiant poprzedniego wieczoru.
Przebieg walki na strażnicy „Wardomicze”. Po oddaniu pierwszego strzału alarmowego przez wartownika alarmowego strażnicy, zarządziłem alarm załogi, lecz nie zdołałem jej doprowadzić do pełnej gotowości bojowej, gdyż nieprzyjaciel rozpoczął ogień z broni maszynowej z kierunków: płdn. wschodniego, płn. wschodniego i wschodniego oraz szturm na strażnicę z kierunku północnego i płn. wschodniego z użyciem dużej liczby granatów ręcznych i karabinowych. Obronę strażnicy zarządziłem wg „instrukcji w razie napadu na strażnicę”, tzn. 3 strzelców broniło wschodnią stronę strażnicy, a 1+3 z rkm płd. wschodniej i wschodniej, 1 strzelec na wieży obserwacyjnej miał rozkaz bronić granatami ręcznymi północnej strony strażnicy. Po zabiciu 3 strzelców, broniących budynku od zachodu (wschodu?), wycofałem się wraz z obsługą rkm do wnętrza strażnicy, gdyż byłem otoczony ze wszystkich stron, a nie miałem możności przebicia się wobec przewagi n-pla. W czasie wbiegania na schody do korytarza celowniczy obsługi rkm został ranny w pierś, a ja w nogę. Zabrałem rkm od celowniczego i postanowiłem bronić się w ten sposób, że ze świetlicy prowadziłem ogień w obydwa korytarze. W tym czasie celowniczy został raniony po raz 3-ci i zakończył swój żywot, ja zaś z amunicyjnym prowadziłem dalej walkę z nieprzyjacielem, który rzucał dużą liczbę granatów we wszystkie pomieszczenia strażnicy. Podczas wybuchu jednego z granatów został zabity amunicyjny, ja zaś jako dowódca postanowiłem sobie zginąć na tym posterunku, na którym pełniłem służbę i ranny toczyłem dalej walkę w myśl instrukcji i regulaminu służby polowej „walka w obronie”. Strzelałem do ostatniego naboju i ostatniego rzutu granatem. Potem zostałem tak ostrzelany i obrzucony granatami, że w budynku powypadały szyby ze wszystkich okien, a tynk obleciał całkiem z sufitu i ścian. Wreszcie kontuzjowany w lewą część głowy straciłem przytomność, toteż nie pamiętam ani wkroczenia n-pla do strażnicy, ani tego, że przebito mi bagnetem plecy pod lewą łopatką. Walka trwała około 1 godz. 40 min., a o godz. 6- tej n-pl opuścił miejsce walki i wycofał się za granicę ze stratami: 1 oficer ranny + 10 strzelców, z czego prawdopodobnie 4 nie doszło do zastawy.